# Flagler Beach
Flagler Beach és una població dels Estats Units a l'estat de Florida. Segons el cens del 2000 census tenia 4.954 habitants.

## Demografia
Segons el cens del 2000, Flagler Beach tenia 4.954 habitants, 2.535 habitatges, i 1.493 famílies. La densitat de població era de 519,8 habitants/km².
Dels 2.535 habitatges en un 12,9% hi vivien nens de menys de 18 anys, en un 50,6% hi vivien parelles casades, en un 6,5% dones solteres, i en un 41,1% no eren unitats familiars. En el 33,8% dels habitatges hi vivien persones soles el 16,9% de les quals corresponia a persones de 65 anys o més que vivien soles. El nombre mitjà de persones vivint en cada habitatge era d'1,95 i el nombre mitjà de persones que vivien en cada família era de 2,43.
Per edats la població es repartia de la següent manera: un 11,5% tenia menys de 18 anys, un 4,4% entre 18 i 24, un 20% entre 25 i 44, un 32,5% de 45 a 60 i un 31,5% 65 anys o més.
L'edat mediana era de 53 anys. Per cada 100 dones de 18 o més anys hi havia 91,2 homes.
La renda mediana per habitatge era de 37.917 $ i la renda mediana per família de 47.073 $. Els homes tenien una renda mediana de 31.848 $ mentre que les dones 30.132 $. La renda per capita de la població era de 24.600 $. Entorn del 9% de les famílies i el 10,9% de la població estaven per davall del llindar de pobresa.

## Poblacions més properes
El següent diagrama mostra les poblacions més properes.